# Marian McPartland

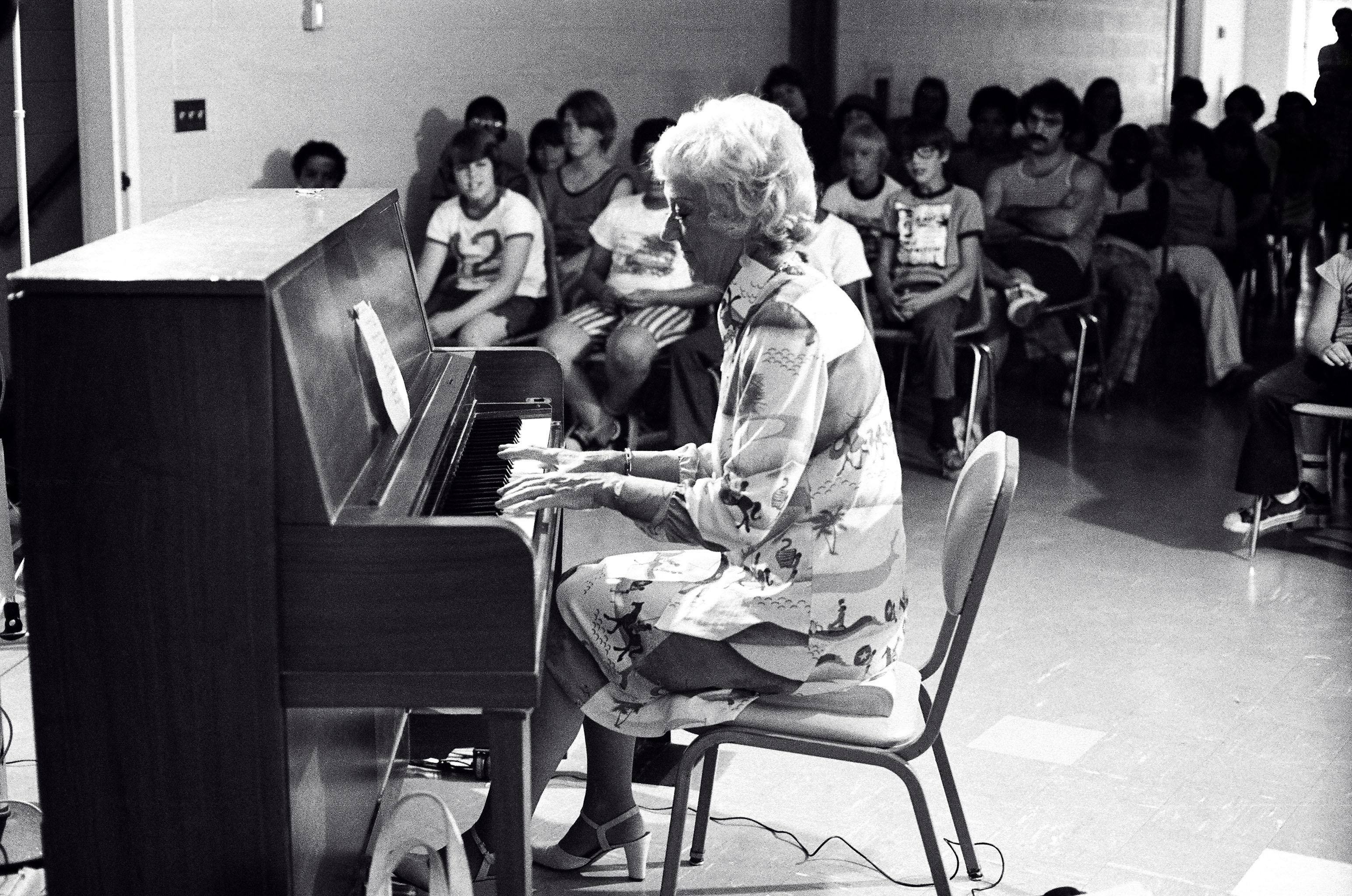
New York; 1975

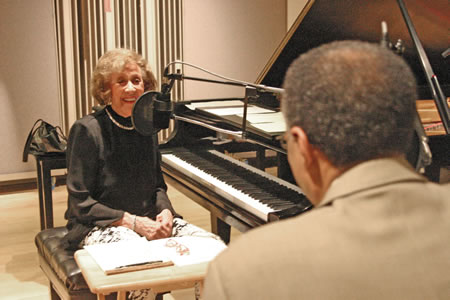
Rádióinterjú 2009-ben

Marian McPartland (Slough, 1918. március 20. – Port Washington, 2013. augusztus 20.), angol-amerikai dzsesszzongorista, zeneszerző, írónő.

## Pályafutása
Marian McPartland korán kitűnt zenei tehetségével. A híres londoni Guildhall School of Music and Dramaban  tanult zongorázni, hegedülni és zeneszerzést is, de aztán elragadta a dzsessz. Apja akarata ellenére – Marian Page művésznéven – egy vaudeville-számot adott elő egy partnerrel négykezesen.
A közben a felszabadult Franciaországban és Belgiumban 1944-ben találkozott leendő férjével (Bix Beiderbecke; kornettista).
1946-ban Chicagóba költöztek. Kezdetben Bix Beiderbecke zenekarában játszott.
1949-től fogva cikkeket írt a Down Beatnek.  New Yorkba költözött, ahol megalapította saját jazztrióját. 1960-ig triójával dolgozott (időnként Joe Morello dobossal). A  Hickory House klubban sok neves dzsesszzenész hallotta őket játszani, és felvételeket is készítettek a Savoy Records számára.
Az 1960-as években volt az első rádióműsora New Yorkban és Washingtonban. Iskolás gyerekek dzsessz-oktatási programja országosan példaértékűvé vált.
1969-ben megalapította saját lemezkiadóját, amely főként saját triója felvételei publikálta. 1978-ban ajánlatot kapott az Országos Közszolgálati Rádiótól egy heti műsor vezetésére. Ellenjavaslatot tett: a zongorához ülve inkább moderálni akart inkább egy-egy meghívott vendéget, hogy zenéljen velük. A javaslatot elfogadták. Marian McPartland első vendége Mary Lou Williams volt 1978. június 4-én. A későbbiekben több mint 700 vendéggel beszélgetett és zenélt a heti műsorban, köztük volt Oscar Peterson, Cleo Brown, Bill Evans, Rosemary Clooney, Teddy Wilson, Carmen McRae, Dizzy Gillespie, Dave Brubeck, Amina Claudine Myers, Keith Jarrett, Alice Coltrane, John Medeski, Linda Ronstadt, Elvis Costello, Norah Jones is. 2004-ben Grammy-díjat kapott érte. 2010-ig vezette a műsort, aztán Jon Weber vett át.
2013. augusztus 20-án természetes halállal halt meg otthonában, Port Washingtonban, New York államban. 95 éves volt.

## Albumok
- Jazz at Storyville (Savoy, 1951)
- Lullaby of Birdland (Savoy, 1952)
- Marian McPartland Trio (Savoy, 1952)
- The Magnificent Marian McPartland at the Piano (Savoy, 1952)
- Moods (Savoy, 1953)
- Jazz at the Hickory House (Savoy, 1953)
- Marian McPartland at the Hickory House (Capitol, 1954)
- Marian McPartland After Dark (Capitol, 1956)
- The Marian McPartland Trio (Capitol, 1956)
- Marian McPartland Trio with Strings: With You in Mind (Capitol, 1957)
- Marian McPartland Trio: At the London House (Argo, 1958)
- Marian McPartland Plays the Music of Leonard Bernstein (Time, 1960)
- Jimmy and Marian McPartland Play TV Themes (Design, 1960)
- Marian McPartland: Bossa Nova & Soul (Time, 1963)
- She Swings with Strings (Marian McPartland & Frank Hunter Orchestra) (Sesac, 1964)
- My Old Flame: Marian McPartland Performs the Classic Hits of Sam Coslow (Dot, 1968)
- Interplay (Halcyon, 1969)
- Elegant Piano: Solos & Duets by Teddy Wilson & Marian McPartland (Halcyon, 1970)
- Marian McPartland: A Delicate Balance (Halcyon, 1972)
- Live at the Monticello: Jimmy and Marian McPartland (Halcyon, 1972)
- Swingin': Marian and Jimmy McPartland and Guests (Halcyon, 1973)
- Marian McPartland: Plays the Music of Alec Wilder (Halcyon, 1974)
- Marian McPartland: Solo Concert at Haverford (Halcyon, 1974)
- Let It Happen (RCA, 1974) as the Jazz Piano Quartet: Dick Hyman, Hank Jones & Roland Hanna
- The Maestro and Friend: Marian McPartland & Joe Venuti (Halcyon, 1974)
- Concert in Argentina: Earl Hines, Teddy Wilson, Marian McPartland, Ellis Larkins (Halcyon, 1974)
- Marian McPartland: Plays the Music of Alec Wilder (Halcyon, 1974)
- Live in Tokyo: Marian McPartland & Hank Jones (TDK, 1976)
- Now's the Time (Halcyon, 1977)
- Tony Bennett, the McPartlands & Friends Make Magnificent Music (Improv, 1977)
- From This Moment On (, 1978)
- Marian McPartland: Live at the Carlyle (Halcyon, 1979)
- Ambiance (Jazz Alliance, 1970)
- At the Festival (Concord, 1979)
- Portrait of Marian McPartland (Concord, 1980)
- Marian McPartland: At the Festival (Concord, 1980)
- Marian McPartland & George Shearing: Alone Together (Concord, 1982)
- Personal Choice (Concord, 1982)
- Willow Creek and Other Ballads (Concord, 1985)
- Marian McPartland Plays the Music of Billy Strayhorn (Concord, 1987)
- Marian McPartland Plays the Benny Carter Songbook (Concord, 1990)
- Marian McPartland: Live at the Maybeck Recital Hall, Volume Nine (Concord, 1991)
- In My Life (Concord, 1993)
- Marian McPartland Plays the Music of Mary Lou Williams (Concord, 1994)
- Live in Tokyo: Marian McPartland and Hank Jones (Concord, 1994)
- Live at Yoshi's Nitespot (Concord, 1995)
- Marian McPartland with Strings: Silent Pool (Concord, 1997)
- Marian McPartland's Hickory House Trio: Reprise (Concord, 1999)
- Marian McPartland: Just Friends (Concord, 1999)
- Marian McPartland: Portraits (NPR, 1999)
- Marian McPartland: The Single Petal of a Rose, The Essence of Duke Ellington (Concord, 2000)
- Marian McPartland and Willie Pickens: Ain't Misbehavin' – Live at the Jazz Showcase (Concord, 2001)
- Windows (Concord, 2004)
- Marian McPartland Trio: Joe Morello & Rufus Reid – Live in New York (, 2005)
- Marian McPartland & Friends: 85 Candles – Live in New York (2005)
- Twilight World (2008)

## Díjak
- 2004: Grammy-díj: életműdíj
- 2007: National Radio Hall of Fame
- 2006: Long Island Music Hall of Fame
- 2004: Sapientia et Doctrina award, from Fordham University, NYC
- 2001: American Eagle Award (National Music Council)
- 2001: Gracie Allen-díj (American Women in Radio and Television)
- 2000: NEA Jazz Masters Award
- 2000: Mary Lou Williamstől: Women in Jazz Award
- 1994: Down Beat: életműdíj
- 1991: ASCAP-Deems Taylor Award
- 1986: International Jazz Association of Jazz Education Hall of Fame (jelölt)

### Elismerések
Bates College, Berklee College of Music, Bowling Green State University, City University of New York, Eastman School of Music, Hamilton College, Ithaca College, Union College, University of South Carolina